# Álex Gálvez
Alejandro 'Álex' Gálvez Jimena (Granada, 6 juni 1989) is een Spaans voetballer die doorgaans als centrale verdediger speelt. Hij tekende in mei 2014 bij Werder Bremen, dat hem overnam van Rayo Vallecano.

## Clubcarrière
Gálvez speelde in de jeugd voor Albacete en Villarreal CF. Tijdens het seizoen 2009/10 werd hij uitgeleend aan CD Onda, toen actief in de Tercera División. Daarna speelde hij een seizoen bij Villanovense en twee seizoenen bij Sporting Gijón, waar hij vooral in het tweede elftal speelde. Op 18 juli 2012 tekende Gálvez een tweejarig contract bij Rayo Vallecano, dat hem transfervrij inlijfde.
1 Cillessen ·
2 Park ·
3 Mármol ·
4 Suárez ·
5 J. Muñoz ·
6 González ·
7 Pejiño ·
8 Campaña ·
9 Cardona ·
10 Moleiro ·
11 B. Ramírez ·
12 Loiodice ·
13 Horkaš ·
14 Fuster ·
15 McKenna ·
16 McBurnie ·
17 Mata ·
18 Rozada ·
19 S. Ramírez ·
20 Rodríguez  ·
21 Gil ·
22 Sinkgraven ·
23 Á. Muñoz ·
24 Januzaj ·
25 Valles ·
28 Herzog ·
29 Essugo ·
37 Silva ·
Coach: Carrión
· Assistent-coach: Cisma